# Rose Christiane Raponda
Rose Christiane Ossouka Raponda (1964) és una política gabonesa que és la primera ministra de Gabon des del 16 de juliol de 2020, essent la primera primera ministra dona del país. Havia sigut alcaldessa de Libreville i després ministra de defensa del febrer de 2019 al juliol de 2020.

## Biografia
Raponda va néixer el 1964 in Libreville. Forma part del poble Mpongwe. És graduada en econòmia i finances públiques per l'Institut d'Economia i Finances Gabonès.
Va treballar de directora general d'economia i de directora adjunta general al banc d'habitatge del Gabon. Va ser ministra d'hisenda del febrer de 2012 el gener de 2014. Raponda va ser elegida alcaldessa de la capital Libreville el 26 de gener de 2014, representant el Partit Democràtic Gabonès. Va ser la primera dona en ocupar el càrrec des del 1956 fins que el va deixar el 2019. També va ser la presidenta de Ciutats i Governs Locals Units d'Àfrica.
El 12 de febrer de 2019 va ser nomenada ministra de defensa del Gabon pel president Ali Bongo Ondimba després del cop d'estat de gener de 2019. Va substituir Etienne Massard Kabinda Makaga, membre de la família Bongo, que havia exercit el càrrec des del 2016. El 16 de juliol de 2020, Raponda va ser nomenada primera ministra del Gabon, després que el seu predecessor Julien Nkoghe Bekale dimitís. És la primera dona en ocupar el càrrec. El seu nomenament és el quart canvi de govern d'Ondimba des del cop d'estat fallit. El seu nomenament es va produir durant les crisis sanitària i econòmica a causa de la pandèmia per coronavirus i de la caiguda del preu del petroli, un dels principals recursos del país.